# Ptah
Ptah  je egipatski bog obrtnika i graditelja. Najviše je štovan u Memfisu, a prema memfiskoj kozmologiji on je stvoritelj svijeta.

## Opis
Ptah je jedan od najstarijih egipatskih bogova koji se pojavljuje u arhajskom dobu, a spominje se i u Tekstovima piramida. Tekstovi ga prikazuju kao oličenje muškoga i ženskoga spola, što predstavlja zemlju i nebo. prikazuje se kao mumificirano ljudsko tijelokoje u rukama drži žezlo ztv. was nakojem su prikazani simboli ankh i đed.  Kasnije se spaja sa Sokarom i Ozirisom te tada predstavlja trojno božanstvo Ptah-Sokar-Oziris, koje se često stavljalo u grobnice. Osim u Memfisu, Ptah je imao i dio u hramskom kompleksu u Karnaku.
Prema svećenicima iz Memfisa ljudski je um neograničen. Tako je Ptah, bog uma i misli, postojao prije svega. On je u svojim mislima zamislio svemir. Prizvao je elemente svemira i oni su se pojavili. Bio je Atumov otac, a spominje se i kao otac boga-ovna Hnuma. Naredio je Hnumu da stvori ljude od gline i da faraonima da dušu. Atumu je zapovjedio da se izdigne nad svemirom kao prvi izlazak Sunca iz oceana Nuna, kojega je Ptah također stvorio. Ptah je kreativna, a ne divlja, snaga svemira. Prema nekima, Ptah je bio prvo biće koje je postojalo zauvijek, ali se prvo probudilo ispod Zemlje. Sin Ptaha i Sekhmet je Nefertem.

## Poveznice
- Ptahduauu, drevni egipćanin, svećenik

## Vanjske poveznice
|  | Zajednički poslužitelj ima još gradiva o temi Ptah |